# Gaël Monfils
Gaël Monfils (pronunciación en francés: /ɡaɛl mɔ̃ˈfis/, París, 1 de septiembre de 1986) es un jugador profesional francés de tenis. En noviembre de 2016 ocupó la mejor posición en el ranking ATP individual de su carrera, siendo el número 6 del mundo.
En el 2004 finalizó la temporada como número 1 entre los juveniles, y ganó 3 de los 4 títulos de Grand Slam (el Abierto de Australia, Roland Garros y Wimbledon). Estuvo cerca de alcanzar el logro de Stefan Edberg de obtener el "Grand Slam Junior", ya que cayó en la tercera ronda del Abierto de Estados Unidos frente a Viktor Troicki de Serbia y Montenegro (4-6, 2-6).
Durante el 2008 alcanzó su mejor actuación en un torneo de Grand Slam, al llegar a las semifinales de Roland Garros, instancia en la que perdió con el suizo Roger Federer por 6-2, 5-7, 6-3 y 7-5, convirtiéndose en el primer francés en alcanzar dicha instancia desde que en el 2001 lo hiciera Sébastien Grosjean. Alcanzó semifinales nuevamente en el Abierto de Estados Unidos 2016 perdiendo ante Novak Djokovic.
Igualmente, llegó a 4 finales de Masters 1000 y participó en la Masters Cup de 2016.

## Vida personal
Desde 2018 llevaba una relación con la tenista ucraniana Elina Svitolina, con quien se casó el 16 de julio del 2021 en Nyon, Suiza.
El 15 de octubre del 2022, tuvieron una hija, Skaï Monfils.

## Carrera profesional

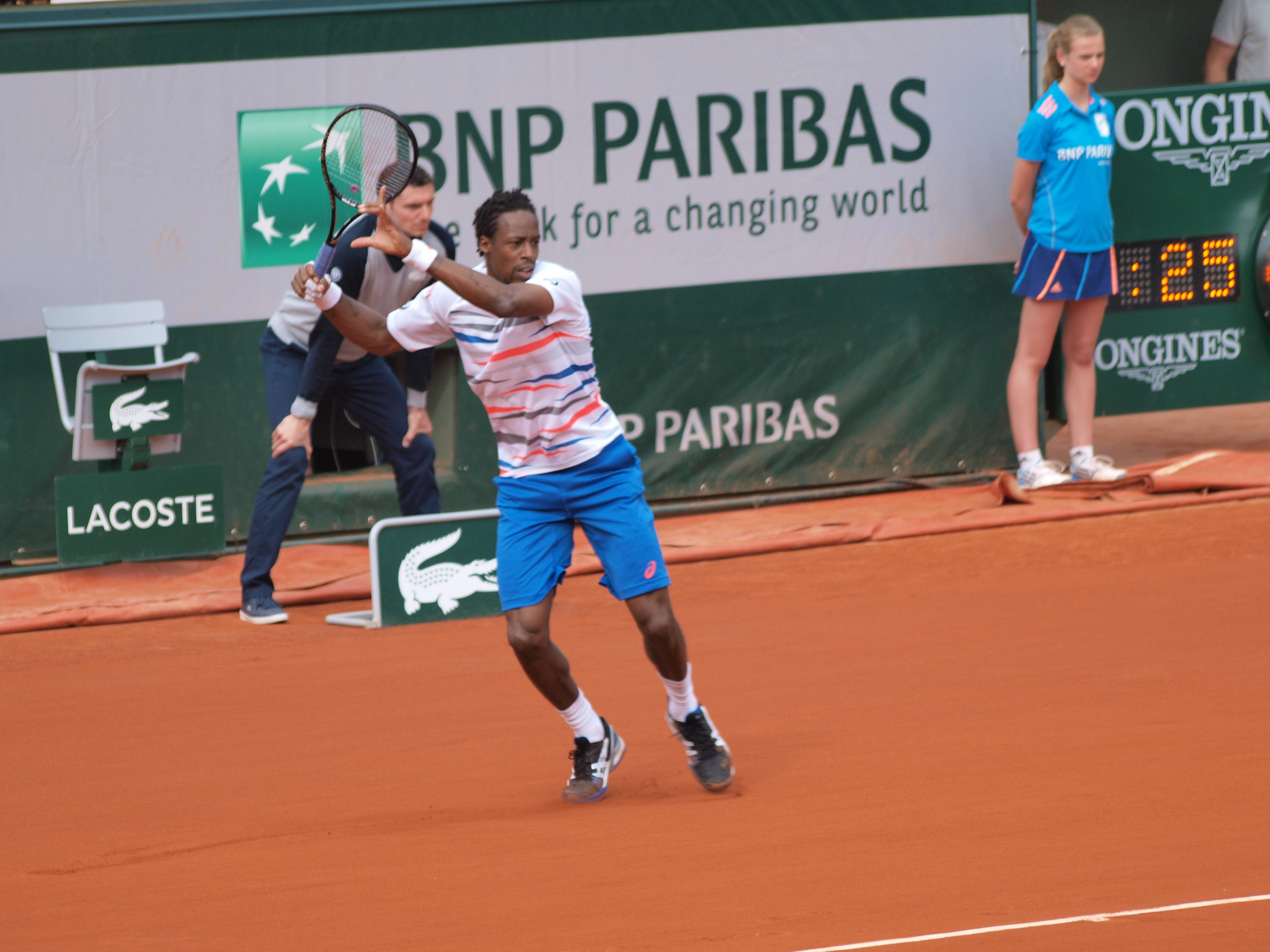
Monfils en Roland Garros 2014

### 2005
Tras varios años destacando en la categoría juniors, donde en 2004 consigue ser el mejor tenista de dicha edad, ganando además 3 de los 4 Grand Slam del año (el Abierto de Australia, Roland Garros y Wimbledon) su confirmación definitiva llegó en 2005. El joven francés hizo uno de los mayores movimientos en el top 50 de la temporada anterior, subiendo 200 puestos en la clasificación. Terminó el año como el número 3 francés (detrás del número 16 Richard Gasquet, y del número 26 Sébastien Grosjean) y capturó su primer título ATP (tras ganar el Torneo de Sopot al alemán Florian Mayer), mientras que llegó a dos finales (Torneo de Metz y Torneo de Lyon). En los primeros seis meses, ganó títulos Challenger en Besançon, derrotando a Christophe Rochus, y Túnez ( derrotando Fabrice Santoro) y también alcanzó la cuarta ronda en el Masters de Miami (perdiendo ante Hrbaty) y la tercera en un Grand Slam, Wimbledon (perdiendo ante Mario Ančić).
Logró un récord de 10-14 en torneos ATP y 12-1 en Challengers hasta el mes de julio.
En los últimos tres meses su registro ATP fue de 15-8. Consiguió registros de 12-10 en pista dura, 6-7 en tierra batida, 5-2 en la alfombra, y 2-3 en césped.

### 2006
En su primer torneo de 2006, en Doha, llegó a la final, pero perdió en sets corridos (3-6, 6-7) ante el número 1 del mundo, el suizo Roger Federer. Disputó su primer Grand Slam como profesional en el Abierto de Australia 2006, donde llegaba como el vigesimosegundo cabeza de serie, pero cayó sorpresivamente ante el peruano Luis Horna en tres sets (6-4, 7-5 y 6-1). Posteriormente disputó el Masters de Indian Wells, donde ganó en segunda ronda a Jeff Morrison pero cayó en tercera ante el croata y sexto cabeza de serie Ivan Ljubičić. En Miami cae en segunda ronda ante Agustín Calleri.
En mayo Monfils llegó a las semifinales del Masters de Roma, cayendo ante el eventual campeón Rafael Nadal en tres sets. En el camino a las semifinales, Monfils derrotó al antiguo número 1 del mundo, Andy Roddick. Luego entró en el Masters de Hamburgo, donde perdió en tres sets frente al joven Andy Murray en la primera ronda. Después de eso, se enfrentó a Murray, una vez más, esta vez en la primera ronda del Abierto de Francia. Después de una dura batalla a cinco sets, Monfils salió victorioso. Monfils jugó ante el belga Dick Norman en la segunda ronda. Una vez más, el partido se fue a cinco sets, y Monfils pudo más que su oponente. Luego se enfrentó a su rival más difícil, el estadounidense James Blake. Blake era el favorito para llevarse la victoria, ya que era el octavo cabeza de serie, mientras que Monfils era el 25.º. Sin embargo, Monfils derrotó a Blake en otro partido a cinco sets. Blake dijo sobre Monfils que «él era el hombre más rápido del torneo». En la cuarta Monfils, perdió ante Novak Djokovic en tres sets, debido al cansancio. Monfils dijo después del partido: «Estoy decepcionado porque no jugué bien, pero usted puede esperar a que regrese el próximo año».
Como resultado de su progreso en el Abierto de Francia, Monfils avanzó cinco posiciones en el ranking para llegar al n.º 23. Esto le hizo llegar a ser n.º 1 de Francia, dos posiciones por delante de Sébastien Grosjean. Monfils luego entró en el Torneo de Queen's Club, donde ganó su partido de primera ronda ante Jürgen Melzer. Luego jugó ante el estadounidense Bobby Reynolds y ganó en sets corridos. El encuentro de tercera ronda con Ivan Ljubičić fue la tercera vez que enfrentó al número 4 del mundo ante un Monfils que le venció en sets corridos. Su sorteo de cuartos de final fue con James Blake, a quien había enfrentado antes en el Abierto de Francia. Esta vez Blake consiguió la victoria, después de la retirada de Monfils a causa de una lesión en la espalda. Esta lesión lo alejó de los siguientes campeonatos. En Wimbledon, Monfils sufrió una eliminación en la primera ronda sorprendentemente cuando vencía al kazajo Igor Kunitsyn. Monfils ganó el primer set, pero terminó perdiendo los tres siguientes.

### 2007
En el Abierto de Australia, Monfils perdió ante su compatriota Richard Gasquet en la tercera ronda, 0-6, 6-4, 5-7, 3-6, anteriormente había eliminado a Daniele Bracciali y al eventual finalista Marcos Baghdatis. Monfils tuvo un buen campeonato en Pöertschach como un calentamiento para el Abierto de Francia. Perdió en la final ante el argentino Juan Mónaco en la cuarta final de la carrera Monfils por sets corridos (6-7, 0-6).
Perdió en la tercera ronda del Abierto de Francia ante David Nalbandian en un partido de cuatro sets. Antes derrotó a Olivier Rochus y Juan Ignacio Chela. En Wimbledon, Monfils llegó a la tercera ronda sin perder ni un solo set, tras ganar a Thomas Johansson y Kristof Vliegen, pero perdió en dicha ronda ante Nikolai Davydenko, el sexto preclasificado, en tres sets (3-6, 5-7, 3-6).
En julio, Monfils llegó a las semifinales del Torneo de Washington, tras caer ante el estadounidense John Isner por 7-6, 6-7, 6-7 en un vibrante partido. Monfils se retiró del Abierto de Estados Unidos 2007 con una lesión en el muslo. Debido a esa lesión ya no volvió a jugar más partidos durante la temporada.

### 2008
Debido a la lesión que se produjo en el Abierto de Estados Unidos 2007, no pudo disputar el primer Grand Slam del año, el Abierto de Australia.
Sin embargo en el Abierto de Francia, Monfils llegó hasta las semifinales por primera vez en un Grand Slam, convirtiéndose en el primer francés en llegar a semifinales de Roland Garrtos desde que en 2001 lo consiguiera Sébastien Grosjean. Eliminó a Arnaud Clément, Luis Horna, Jürgen Melzer, Ivan Ljubičić y David Ferrer para llegar hasta las citadas semifinales. Monfils fue derrotado por el primer cabeza de serie Roger Federer, en un gran partido por 2-6, 7-5, 3-6, 5-7.
Una lesión de hombro obligó a Monfils a retirarse de Wimbledon poco antes de que jugara su partido de primera ronda. Monfils fue seleccionado para jugar en los Juegos Olímpicos de Pekín 2008 por parte de Francia, perdiendo ante el tercer preclasificado, Novak Djokovic en los cuartos de final por 6-4, 1-6, 4-6.
En el Abierto de EE. UU., Monfils perdió en la cuarta ronda ante el estadounidense Mardy Fish en tres sets, después de haber derrotado el ex n.º 3 David Nalbandian en tres sets (6-4, 6-3, 6-2). En el Abierto de Tailandia, Monfils llegó a las semifinales, perdiendo ante Jo-Wilfried Tsonga, (0-6, 3-6). Monfils perdió en la final del Torneo de Viena, (4-6, 4-6), ante Philipp Petzschner.

### 2012
Monfils comenzó 2012 llegando hasta la final del Abierto de Catar. En su camino a la final, venció a Rui Machado, (7-5, 6-3), Benjamin Becker, por 7-5, 4-6, 7-5, Viktor Troicki, por 6-2, 6-3, y Rafael Nadal en tres sets, 6-3, 6-4. En la final, Monfils se enfrentó a Jo-Wilfried Tsonga. Monfils perdió la final (5-7, 3-6). En el Abierto de Australia 2012, Monfils avanzó hasta la tercera ronda antes de retirarse ante Mijaíl Kukushkin. Monfils sufría una lesión en la espalda que recibió en el partido anterior. En su siguiente torneo en Montpellier, Monfils llegó a la final, perdiendo ante Tomáš Berdych en tres sets. Esto llevó a un récord de solo 4 finales ganadas de 17 disputadas.
Llegó a la tercera ronda en el Masters de Madrid, de nuevo perdiendo ante Berdych. No volvió a jugar hasta finales de septiembre debido a una lesión de rodilla.
En octubre de 2012, se ubica en el puesto 44 del ranking de la ATP, tras haber estado inactivo desde mayo del mismo año, por una lesión en la rodilla, que le hizo perderse tres Grand Slam (Roland Garros, Wimbledon y el Abierto de Estados Unidos). En su regreso, disputó el Torneo de Metz, llegando a semifinales, y el Torneo de Bangkok, perdiendo en cuartos de final ante su compatriota Gilles Simon. En el torneo asiático, volvió a tener molestias en la rodilla, bajándose del ATP 500 de Tokio. Así, regresó a su país natal. Allí, su entrenador Patrick Chamagne afirmó que su pupilo podría ser intervenido quirúrgicamente lo que haría peligrar la carrera del parisino. "Si es así, si todo pinta tan mal como parece Monfils jugó su último partido ante Gilles Simon", declaró su entrenador.
"La rótula bipartita es un problema enorme. No tenemos ni idea de si la cirugía deberá aplicarse o no, vamos a tomar primero una serie de opiniones en diferentes países. Queremos tomar una decisión con la máxima información", afirmó.

### 2013
Sin embargo, Monfils supera sus problemas, y reaparece en la competición profesional, en el puesto número 109.º de la ATP, bajando más de 90 puestos en un año, en el Torneo de Doha ante el catarí Shanad Zayed, al que gana sin dificultas (6-0 y 6-3), también vence a Philipp Kohlschreiber en tres mangas, antes de ser eliminado en Cuartos ante el alemán Daniel Brands, considerándose su regreso como muy positivo. También disputó el Torneo de Auckland donde consigue llegar hasta semifinales, donde cae ante David Ferrer, que a la postre sería campeón.
En el Torneo de Róterdam de categoría 500 (primero del año) es eliminado por Juan Martín del Potro en Primera Ronda. En el Torneo de Montpellier 2013 llega hasta Segunda Ronda, donde cae ante su compatriota Richard Gasquet, que se proclamó campeón días después. En el primer Masters 1000 que disputa, Monfil cae en primera ronda en el Masters de Montecarlo ante Albert Montañés. Realiza un agran actuación en el Torneo de Niza de 250 siendo derrotada en la final de nuevo por Albert Montañés (6-0 y 7-5(3)) tras eliminar a Santiago Giraldo, Fabio Fognini, Robin Haase y Pablo Andújar. Dichos resultados le hicieron subir desde la 109.º plaza hasta la 81.º con la que comenzó en Roland Garros.
En la Primera Ronda del segundo Grand Slam de la temporada, Roland Garros da la sorpresa al vencer en un partido disputadísimo que duró más de 4 horas, ante el 5.º cabeza de serie (Tomáš Berdych) por 6-7, 4-6, 7-6, 7-6, y 5-7, también venció a Ernests Gulbis por 6-7, 6-4, 7-6 y 6-2, pasando a Tercera Ronda y confirmándose que el mejor Monfils estaba de vuelta. Sin embargo cayó eliminado en la tercera ronda ante Tommy Robredo, perdiendo por 6-2, 7-6, 2-6, 6-7 y 2-6, a pesar de que ganó los dos primeros sets y contó con cuatro bolas de partido, antes de que el español se llevará un maratoniano partido que duró más de 4 horas. Monfils, tras Roland Garros subió desde el puesto 81.º hasta el 67.º del ranking ATP.
Comenzó su preparación para Wimbledon en el Torneo de Halle, donde eliminó en primera ronda al 5.º cabeza de serie Milos Raonic por un cómodo 6-4, 6-2; en segunda ronda también eliminó fácilmente a Jan Hernych por un 2-6, 3-6 y llegó hasta cuartos de final donde perdió con el defensor del título y 3.º cabeza de serie Tommy Haas por 6-7, 6-3, 6-3, en un encuentro muy disputado.
2018
En este año el galo no ha cuajado su mejor rendimiento llegando a caer en diversan ocasiones en primera ronda como en el 200 de Lyon ante Maximilian Marterer, en el máster 1000 de Roma ante el local Fabio Fognini,en el 200 de Múnich ante Mirza Basic,en el 200 de Quito ante el brasileño Thiago Monteiro o en el 500 de Sao Paolo ante el argentino Horacio Zeballos.
Solo hizo buena actuación en Buenos Aires llegando a semifinales, derrotado por Dominic Thiem o en el Roland Garros llegando a octavos de final, derrotado por el belga David Goffin en 5 sets(7-6,3-6,4-6,7-5,2-6).

### Lesión
En octubre de 2012, se ubica en el puesto 44 del ranking de la ATP, tras haber estado inactivo desde mayo del mismo año, por una lesión en la rodilla, que le hizo perderse tres Grand Slam (Roland Garros, Wimbledon y el Abierto de Estados Unidos). En su regreso, disputó el Torneo de Metz, llegando a semifinales, y el Torneo de Bangkok, perdiendo en cuartos de final ante su compatriota Gilles Simon. En el torneo asiático, volvió a tener molestias en la rodilla, bajándose del ATP 500 de Tokio. Así, regresó a su país natal. Allí, su entrenador Patrick Chamagne afirmó que su pupilo podría ser intervenido quirúrgicamente lo que haría peligrar la carrera del parisino. "Si es así, si todo pinta tan mal como parece", declaró su entrenador.

"La rótula bipartita es un problema enorme. No tenemos ni idea de si la cirugía deberá aplicarse o no, vamos a tomar primero una serie de opiniones en diferentes países. Queremos tomar una decisión con la máxima información", afirmó.

### Recuperación y vuelta a la actividad deportiva
Sin embargo, Monfils supera sus problemas, y reaparece en la competición profesional, en el puesto número 109.º de la ATP, bajando más de 90 puestos en un año, en el Torneo de Doha ante el catarí Shanad Zayed, al que gana sin dificultad (6-0 y 6-3), también vence a Philipp Kohlschreiber en tres mangas, antes de ser eliminado en Cuartos ante el alemán Daniel Brands, considerándose su regreso como muy positivo. También disputó el Torneo de Auckland donde consigue llegar hasta semifinales, donde cae ante David Ferrer, que a la postre sería campeón. En el Torneo de Róterdam de categoría 500 (primero del año) es eliminado por Juan Martín del Potro en Primera Ronda. En el Torneo de Montpellier 2013 llega hasta Segunda Ronda, donde cae ante su compatriota Richard Gasquet, que se proclamó campeón días después. En el primer Masters 1000 que disputa, Monfil cae en primera ronda en el Masters de Montecarlo ante Albert Montañés. Realiza un agran actuación en el Torneo de Niza de 250 siendo derrotada en la final de nuevo por Albert Montañés (6-0 y 7-5(3)) tras eliminar a Santiago Giraldo, Fabio Fognini, Robin Haase y Pablo Andújar. Dichos resultados le hicieron subir desde la 109.º plaza hasta la 81.º con la que comenzó en Roland Garros. En la primera ronda del segundo Grand Slam de la temporada, Roland Garros da la sorpresa al vencer en un partido disputadísimo que duró más de 4 horas, ante el 5.º cabeza de serie (Tomáš Berdych) por 6-7, 4-6, 7-6, 7-6, y 5-7, también venció a Ernests Gulbis por 6-7, 6-4, 7-6 y 6-2, pasando a Tercera Ronda y confirmándose que el mejor Monfils estaba de vuelta. Sin embargo cayó eliminado en la tercera ronda ante Tommy Robredo, perdiendo por 6-2, 7-6, 2-6, 6-7 y 2-6, a pesar de que ganó los dos primeros sets y contó con cuatro bolas de partido, antes de que el español se llevará un maratoniano partido que duró más de 4 horas. Monfils, tras Roland Garros subió desde el puesto 81.º hasta el 67.º del ranking ATP. Comenzó su preparación para Wimbledon en el Torneo de Halle, donde eliminó en primera ronda al 5.º cabeza de serie Milos Raonic por un cómodo 6-4, 6-2; en segunda ronda también eliminó fácilmente a Jan Hernych por un 2-6, 3-6 y llegó hasta cuartos de final donde perdió con el defensor del título y 3.º cabeza de serie Tommy Haas por 6-7, 6-3, 6-3, en un encuentro muy disputado.

## ATP Masters Series / ATP World Tour Masters 1000

### Finalista (3)
| Año  | Torneo     | Superficie    | Finalista       | Resultado        |
| 2009 | París      | Moqueta (i)   | Novak Djokovic  | 2–6, 7–5, 6–7(3) |
| 2010 | París      | Moqueta (i)   | Robin Söderling | 1–6, 6–7(1)      |
| 2016 | Montecarlo | Tierra batida | Rafael Nadal    | 5-7, 7-5, 0-6    |

## Títulos ATP (13; 13+0)

### Individual (13)
| Leyenda                  |
| Grand Slam (0)           |
| ATP World Tour Final (0) |
| ATP Masters 1000 (0)     |
| ATP World Tour 500 (3)   |
| ATP World Tour 250 (10)  |

| N.º | Fecha                    | Torneo          | Superficie    | Oponente en la final  | Resultado        |
| --- | ------------------------ | --------------- | ------------- | --------------------- | ---------------- |
| 1.  | 1 de agosto de 2005      | Sopot           | Tierra batida | Florian Mayer         | 7-6(6), 4-6, 7-5 |
| 2.  | 27 de septiembre de 2009 | Metz            | Dura          | Philipp Kohlschreiber | 7-6(7), 3-6, 6-2 |
| 3.  | 31 de octubre de 2010    | Montpellier     | Dura (i)      | Ivan Ljubičić         | 6-2, 5-7, 6-1    |
| 4.  | 23 de octubre de 2011    | Estocolmo       | Dura (i)      | Jarkko Nieminen       | 7-5, 3-6, 6-2    |
| 5.  | 9 de febrero de 2014     | Montpellier (2) | Dura (i)      | Richard Gasquet       | 6-4, 6-4         |
| 6.  | 24 de julio de 2016      | Washington      | Dura          | Ivo Karlović          | 5-7, 7-6(6), 6-4 |
| 7.  | 6 de enero de 2018       | Doha            | Dura          | Andréi Rubliov        | 6-2, 6-3         |
| 8.  | 17 de febrero de 2019    | Róterdam        | Dura (i)      | Stan Wawrinka         | 6-3, 1-6, 6-2    |
| 9.  | 9 de febrero de 2020     | Montpellier (3) | Dura (i)      | Vasek Pospisil        | 7-5, 6-3         |
| 10. | 16 de febrero de 2020    | Róterdam (2)    | Dura (i)      | Félix Auger-Aliassime | 6-2, 6-4         |
| 11. | 9 de enero de 2022       | Adelaida I      | Dura          | Karen Khachanov       | 6-4, 6-4         |
| 12. | 22 de octubre de 2023    | Estocolmo (2)   | Dura (i)      | Pavel Kotov           | 4-6, 7-6(6), 6-3 |
| 13. | 11 de enero de 2025      | Auckland        | Dura          | Zizou Bergs           | 6-3, 6-4         |

#### Finalista (22)
| N.º | Fecha                   | Torneo        | Superficie    | Oponente en la final | Resultado           |
| --- | ----------------------- | ------------- | ------------- | -------------------- | ------------------- |
| 1.  | 3 de octubre de 2005    | Metz          | Dura          | Ivan Ljubičić        | 6-7(7), 0-6         |
| 2.  | 24 de octubre de 2005   | Lyon          | Dura (i)      | Andy Roddick         | 3-6, 2-6            |
| 3.  | 2 de enero de 2006      | Doha          | Dura          | Roger Federer        | 3-6, 6-7(5)         |
| 4.  | 21 de mayo de 2007      | Pörtschach    | Tierra batida | Juan Mónaco          | 6-7(3), 0-6         |
| 5.  | 6 de octubre de 2008    | Viena         | Dura (i)      | Philipp Petzschner   | 4-6, 4-6            |
| 6.  | 23 de febrero de 2009   | Acapulco      | Tierra batida | Nicolás Almagro      | 4-6, 4-6            |
| 7.  | 9 de noviembre de 2009  | París         | Dura (i)      | Novak Djokovic       | 2-6, 7-5, 6-7(3)    |
| 8.  | 18 de julio de 2010     | Stuttgart     | Tierra batida | Albert Montañés      | 2-6, 2-1, ret.      |
| 9.  | 10 de octubre de 2010   | Tokio         | Dura          | Rafael Nadal         | 1-6, 5-7            |
| 10. | 14 de noviembre de 2010 | París         | Dura (i)      | Robin Söderling      | 1-6, 6-7(1)         |
| 11. | 7 de agosto de 2011     | Washington    | Dura          | Radek Štěpánek       | 4-6, 4-6            |
| 12. | 7 de enero de 2012      | Doha          | Dura          | Jo-Wilfried Tsonga   | 5-7, 3-6            |
| 13. | 5 de febrero de 2012    | Montpellier   | Dura (i)      | Tomáš Berdych        | 2-6, 6-4, 3-6       |
| 14. | 25 de mayo de 2013      | Niza          | Tierra batida | Albert Montañés      | 0-6, 6-7(3)         |
| 15. | 24 de agosto de 2013    | Winston-Salem | Dura          | Jürgen Melzer        | 3-6, 1-2, ret.      |
| 16. | 5 de enero de 2014      | Doha          | Dura          | Rafael Nadal         | 1-6, 7-6(5), 2-6    |
| 17. | 22 de febrero de 2015   | Marsella      | Dura (i)      | Gilles Simon         | 4-6, 6-1, 6-7(4)    |
| 18. | 14 de febrero de 2016   | Róterdam      | Dura (i)      | Martin Kližan        | 7-6(1), 3-6, 1-6    |
| 19. | 17 de abril de 2016     | Montecarlo    | Tierra batida | Rafael Nadal         | 5-7, 7-5, 0-6       |
| 20. | 1 de julio de 2017      | Eastbourne    | Hierba        | Novak Djokovic       | 3-6, 4-6            |
| 21. | 21 de octubre de 2018   | Amberes       | Dura (i)      | Kyle Edmund          | 6-3, 6-7(2), 6-7(4) |
| 22. | 3 de octubre de 2021    | Sofía         | Dura (i)      | Jannik Sinner        | 3-6, 4-6            |

## Clasificación histórica
| Torneo                  | 2003            | 2004            | 2005            | 2006            | 2007            | 2008            | 2009            | 2010            | 2011            | 2012            | 2013            | 2014            | 2015            | 2016          | 2017            | 2018            | 2019            | 2020            | 2021            | 2022            | 2023          | T/P      | G–P     | %       |
| ----------------------- | --------------- | --------------- | --------------- | --------------- | --------------- | --------------- | --------------- | --------------- | --------------- | --------------- | --------------- | --------------- | --------------- | ------------- | --------------- | --------------- | --------------- | --------------- | --------------- | --------------- | ------------- | -------- | ------- | ------- |
| Torneos de Grand Slam   |                 |                 |                 |                 |                 |                 |                 |                 |                 |                 |                 |                 |                 |               |                 |                 |                 |                 |                 |                 |               |          |         |         |
| Abierto de Australia    | A               | A               | 2R              | 1R              | 3R              | A               | 4R              | 3R              | 3R              | 3R              | 3R              | 3R              | 2R              | CF            | 4R              | 2R              | 2R              | 4R              | 1R              | CF              | A             | 0 / 17   | 33–17   | 66%     |
| Roland Garros           | A               | Q1              | 1R              | 4R              | 3R              | SF              | CF              | 2R              | CF              | A               | 3R              | CF              | 4R              | A             | 4R              | 3R              | 4R              | 1R              | 2R              | A               | 2R            | 0 / 16   | 38–15   | 72%     |
| Wimbledon               | A               | A               | 3R              | 1R              | 3R              | A               | A               | A               | 3R              | A               | A               | 2R              | 3R              | 1R            | 3R              | 4R              | 1R              | ND              | 2R              | A               |               | 0 / 11   | 16–11   | 60%     |
| US Open                 | A               | A               | 1R              | 2R              | A               | 4R              | 4R              | CF              | 2R              | A               | 2R              | CF              | 1R              | SF            | 3R              | 2R              | CF              | A               | 3R              | A               |               | 0 / 14   | 31–14   | 69%     |
| G–P                     | 0–0             | 0–0             | 3–4             | 4–4             | 6–3             | 8–2             | 10–3            | 9–4             | 9–4             | 2–1             | 5–3             | 11–4            | 6–4             | 9–3           | 10–4            | 7–3             | 8–4             | 3–2             | 4–4             | 4–1             | 1–0           | 0 / 51   | 118–58  | 67%     |
| Torneo de maestros      |                 |                 |                 |                 |                 |                 |                 |                 |                 |                 |                 |                 |                 |               |                 |                 |                 |                 |                 |                 |               |          |         |         |
| ATP Finals              | No se clasificó | No se clasificó | No se clasificó | No se clasificó | No se clasificó | No se clasificó | No se clasificó | No se clasificó | No se clasificó | No se clasificó | No se clasificó | No se clasificó | No se clasificó | RR            | No se clasificó | No se clasificó | No se clasificó | No se clasificó | No se clasificó | No se clasificó |               | 0 / 1    | 0–2     | 0%      |
| ATP Tour Masters 1000   |                 |                 |                 |                 |                 |                 |                 |                 |                 |                 |                 |                 |                 |               |                 |                 |                 |                 |                 |                 |               |          |         |         |
| Indian Wells            | A               | A               | 2R              | 3R              | 1R              | 1R              | 2R              | 2R              | A               | A               | A               | 3R              | A               | CF            | 4R              | 3R              | CF              | ND              | 4R              | 4R              | 1R            | 0 / 14   | 17–13   | 57%     |
| Miami                   | A               | A               | 4R              | 2R              | 1R              | 2R              | 4R              | A               | A               | 3R              | A               | 2R              | 4R              | CF            | A               | A               | A               | ND              | A               | 3R              | 1R            | 0 / 11   | 13–11   | 54%     |
| Montecarlo              | A               | A               | 1R              | 1R              | 1R              | 3R              | 1R              | A               | 1R              | A               | 1R              | 2R              | SF              | F             | A               | A               | A               | ND              | A               | A               | A             | 0 / 10   | 13–10   | 56%     |
| Madrid1                 | A               | A               | 1R              | 1R              | A               | CF              | A               | CF              | 2R              | 3R              | A               | A               | 2R              | 2R            | 1R              | 2R              | 3R              | ND              | A               | 2R              | A             | 0 / 12   | 15–12   | 56%     |
| Roma                    | A               | A               | A               | SF              | 1R              | A               | A               | A               | A               | 2R              | A               | A               | A               | 1R            | A               | 1R              | 1R              | 2R              | 1R              | A               | A             | 0 / 8    | 5–8     | 39%     |
| Canadá                  | A               | A               | A               | A               | A               | 1R              | 2R              | 3R              | CF              | A               | A               | 2R              | 2R              | SF            | 3R              | A               | SF              | ND              | CF              | 3R              |               | 0 / 11   | 21–10   | 68%     |
| Cincinnati              | A               | A               | 3R              | 2R              | A               | 2R              | 1R              | 1R              | CF              | A               | A               | 3R              | 1R              | 3R            | A               | A               | 1R              | A               | 3R              | A               |               | 0 / 11   | 12–10   | 54%     |
| Shanghái2               | No realizado    | No realizado    | No realizado    | No realizado    | No realizado    | No realizado    | 3R              | 2R              | A               | A               | CF              | A               | A               | 3R            | A               | 1R              | 2R              | No disputado    | No disputado    | No disputado    |               | 0 / 6    | 8–6     | 58%     |
| París                   | A               | 2R              | A               | 1R              | A               | 3R              | F               | F               | 2R              | A               | A               | 3R              | 1R              | A             | A               | A               | CF              | A               | 3R              | A               |               | 0 / 10   | 16–10   | 62%     |
| Hamburgo3               | A               | A               | A               | 1R              | A               | A               | Descontinuado   | Descontinuado   | Descontinuado   | Descontinuado   | Descontinuado   | Descontinuado   | Descontinuado   | Descontinuado | Descontinuado   | Descontinuado   | Descontinuado   | Descontinuado   | Descontinuado   | Descontinuado   | Descontinuado | 0 / 1    | 0–1     | 0%      |
| G–P                     | 0–0             | 1–1             | 6–5             | 6–8             | 4–4             | 8–7             | 9–7             | 10–6            | 6–5             | 4–3             | 3–2             | 7–6             | 8–6             | 19–7          | 4–3             | 3–4             | 12–5            | 0–1             | 8–4             | 6–4             | 0–2           | 0 / 93   | 118–89  | 57%     |
| Representación nacional |                 |                 |                 |                 |                 |                 |                 |                 |                 |                 |                 |                 |                 |               |                 |                 |                 |                 |                 |                 |               |          |         |         |
| Juegos Olímpicos        | NR              | A               | No realizado    | No realizado    | No realizado    | CF              | No realizado    | No realizado    | No realizado    | A               | No realizado    | No realizado    | No realizado    | CF            | No realizado    | No realizado    | No realizado    | No realizado    | 1R              | No realizado    | No realizado  | 0 / 3    | 6–3     | 67%     |
| Copa Davis              | A               | A               | A               | A               | A               | A               | RR              | F               | SF              | CF              | A               | F               | CF              | SF            | A               | A               | RR              | A               | A               | A               |               | 0 / 8    | 12–3    | 80%     |
| Estadísticas            |                 |                 |                 |                 |                 |                 |                 |                 |                 |                 |                 |                 |                 |               |                 |                 |                 |                 |                 |                 |               |          |         |         |
|                         | 2003            | 2004            | 2005            | 2006            | 2007            | 2008            | 2009            | 2010            | 2011            | 2012            | 2013            | 2014            | 2015            | 2016          | 2017            | 2018            | 2019            | 2020            | 2021            | 2022            | 2023          | Carrera  | Carrera | Carrera |
| Torneos                 | 0               | 2               | 23              | 19              | 21              | 17              | 20              | 20              | 18              | 10              | 22              | 16              | 18              | 18            | 14              | 21              | 21              | 9               | 17              | 8               |               | 313      | 313     | 313     |
| Títulos                 | 0               | 0               | 1               | 0               | 0               | 0               | 1               | 1               | 1               | 0               | 0               | 1               | 0               | 1             | 0               | 1               | 1               | 2               | 0               | 1               |               | 11       | 11      | 11      |
| Finales                 | 0               | 0               | 3               | 1               | 1               | 1               | 3               | 4               | 2               | 2               | 2               | 2               | 1               | 3             | 1               | 2               | 1               | 2               | 1               | 1               |               | 33       | 33      | 33      |
| G–P en Hard             | 0–0             | 3–2             | 12–10           | 8–10            | 6–10            | 18–11           | 33–15           | 36–14           | 22–8            | 16–7            | 16–12           | 24–10           | 16–10           | 37–13         | 12–7            | 14–8            | 30–11           | 16–4            | 15–10           | 13–6            |               | 10 / 188 | 346–178 | 66%     |
| G–P en Arcilla          | 0–0             | 0–0             | 6–7             | 9–6             | 12–8            | 9–5             | 8–4             | 8–4             | 11–6            | 3–3             | 15–9            | 10–3            | 12–5            | 7–3           | 3–4             | 10–10           | 6–4             | 0–3             | 2–4             | 1–1             |               | 1 / 89   | 132–89  | 60%     |
| G–P en Césped           | 0–0             | 0–0             | 2–3             | 3–2             | 3–3             | 3–1             | 1–0             | 2–2             | 5–2             | 0–0             | 2–1             | 2–2             | 6–3             | 0–1           | 5–3             | 5–2             | 1–3             | 0–0             | 1–3             | 0–0             |               | 0 / 32   | 41–31   | 57%     |
| G–P en Moqueta          | 0–0             | 1–1             | 5–2             | 0–1             | 0–0             | 0–0             | Descontinuado   | Descontinuado   | Descontinuado   | Descontinuado   | Descontinuado   | Descontinuado   | Descontinuado   | Descontinuado | Descontinuado   | Descontinuado   | Descontinuado   | Descontinuado   | Descontinuado   | Descontinuado   |               | 0 / 4    | 6–4     | 60%     |
| G–P en general          | 0–0             | 3–2             | 25–22           | 20–19           | 21–21           | 30–17           | 42–19           | 46–20           | 38–16           | 19–10           | 33–22           | 36–15           | 34–18           | 44–17         | 20–14           | 29–20           | 37–18           | 16–7            | 18–17           | 14–7            |               | 525–302  | 525–302 | 525–302 |
| Victorias %             | 0%              | 60%             | 53%             | 51%             | 50%             | 64%             | 69%             | 70%             | 70%             | 66%             | 60%             | 71%             | 65%             | 72%           | 59%             | 59%             | 67%             | 70%             | 51%             | 67%             |               | 63%      | 63%     | 63%     |

Notas:
- 1: El Masters de Madrid se jugó en pista dura desde 2002 hasta 2008, desde 2009 se juega en arcilla.
- 2: El Masters de Shanghái se juega desde 2009, reemplazando al Masters de Madrid en la superficie dura.
- 3: El Masters de Hamburgo se jugó hasta 2008 como Masters 1000, desde 2009 es un torneo ATP 500.

### Challengers singles (6)
| N.º | Fecha                    | Torneo                  | Superficie    | Oponente en la final | Resultado        |
| --- | ------------------------ | ----------------------- | ------------- | -------------------- | ---------------- |
| 1.  | 14 de febrero de 2005    | Challenger de Besanzón  | Dura          | Christophe Rochus    | 6-3, 2-6, 6-3    |
| 2.  | 25 de abril de 2005      | Challenger de Túnez     | Tierra batida | Fabrice Santoro      | 7-5, 3-6, 7-6(9) |
| 3.  | 12 de marzo de 2007      | Challenger de Sunrise   | Dura          | Andreas Seppi        | 6-3, 1-6, 6-1    |
| 4.  | 12 de mayo de 2008       | Challenger de Marrakech | Tierra batida | Jérémy Chardy        | 7-6(2), 7-6(6)   |
| 5.  | 19 de mayo de 2013       | Challenger de Burdeos   | Tierra batida | Michaël Llodra       | 7-5, 7-6(5)      |
| 6.  | 23 de septiembre de 2018 | Challenger de Kaohsiung | Dura          | Soon Woo Kwon        | 6-4, 2-6, 6-1    |

## Ranking ATP al final de la temporada
| Año                     | 2003 | 2004 | 2005 | 2006 | 2007 | 2008 | 2009 | 2010 | 2011 | 2012 | 2013 | 2014 | 2015 | 2016 | 2017 | 2018 | 2019 | 2020 | 2021 | 2022 |
| Ranking En Individuales | 925  | 239  | 30   | 46   | 38   | 14   | 13   | 12   | 16   | 77   | 31   | 18   | 24   | 7    | 46   | 29   | 10   | 11   | 21   | 52   |